# Avió de càrrega

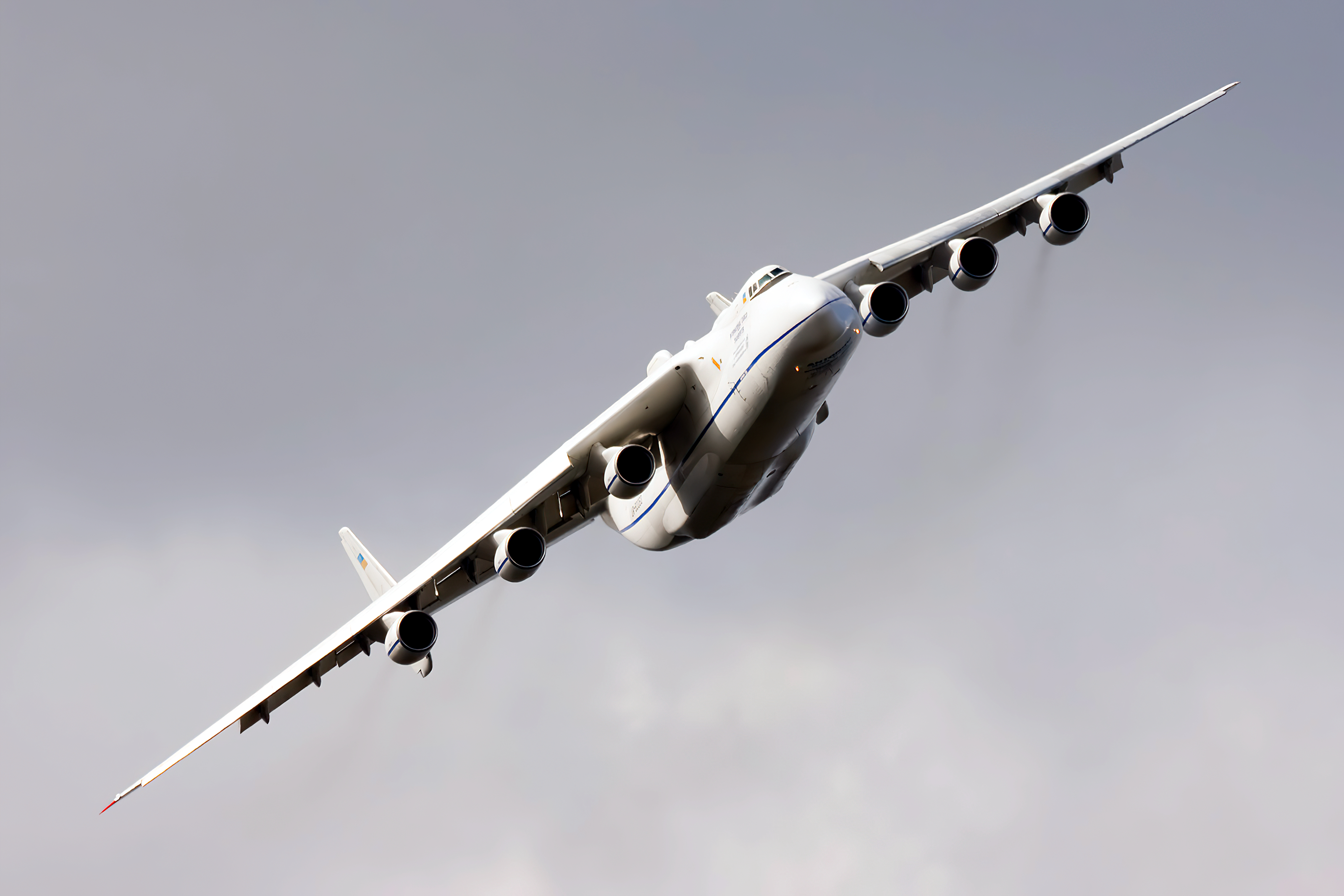
L'avió de transport comercial més gros del món: l'Antónov An-225.

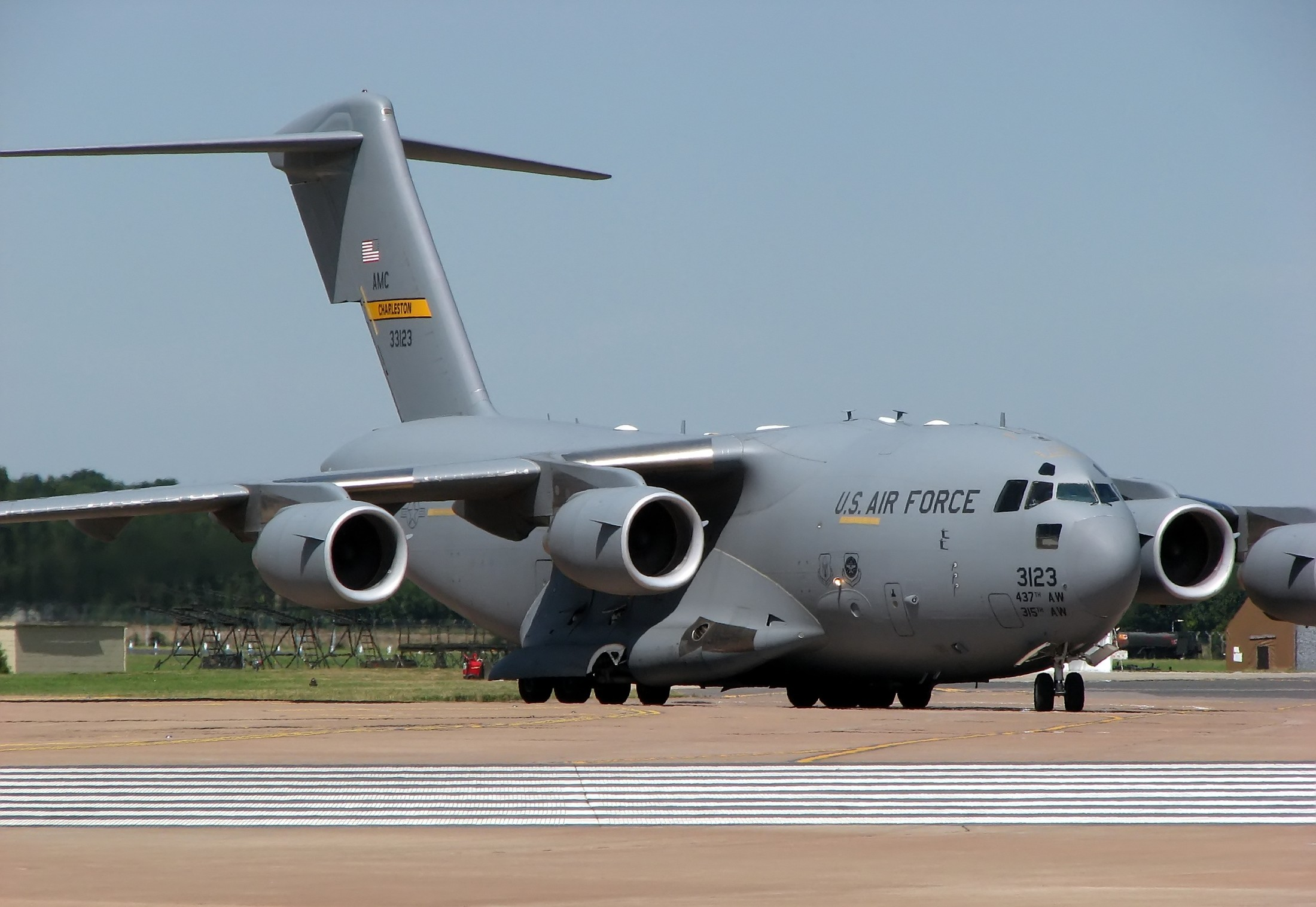
Un avió de transport militar pesant: el Boeing C-17A Globemaster III.

Un avió de càrrega (o avió de transport) és una aeronau d'ala fixa dissenyada o convertida per al transport de mercaderies, més que no pas de passatgers. No tenen instal·lacions per a passatgers, i generalment disposen de portes més grans per la càrrega i descàrrega. Aquest tipus d'aeronaus poden ser operades per aerolínies de càrrega, per individus privats o per les forces armades. Tot i això la major part de la càrrega que es transporta per via aèria va en els cellers dels avions comercials de passatgers.
Els avions dissenyats per a transport de càrrega tenen diverses característiques que els distingeixen dels avions de passatgers convencionals:
- Fuselatge ample, per encabir-hi més càrrega o càrrega de molt volum.
- Ala alta, per a permetre que la zona de càrrega estigui situada prop de la part inferior de l'avió.
- Un nombre considerable de rodes, per permetre l'aterratge en pistes no preparades.
- La cua elevada, per permetre una entrada i sortida directa de la càrrega en l'aeronau mitjançant una comporta pel darrere.

## Història
Les primeres càrregues que van portar els avions van ser el correu, cosa que es va fer ja des de l'any 1911. Al Regne Unit a principis de la dècada de 1920, es va reconèixer la necessitat d'un avió de càrrega per transportar tropes i material ràpidament per pacificar les revoltes tribals en els territoris acabats d'ocupar de l'Orient Mitjà. El Vickers Vernon, un desenvolupament del Vickers Vimy Commercial, va entrar en servei amb la Royal Air Force com el primer transport de tropes dedicat en 1921. Al febrer de 1923 va ser posat en ús per el Iraq Command de la RAF que van volar prop de 500 tropes Sikh de Kingarban a Kirkuk en el primer viatge estratègic de pont aeri de tropes. Vickers Victoria va tenir un paper important en el pont aeri de Kabul de novembre de 1928 - febrer de 1929, quan van evacuar al personal diplomàtic i els seus dependents juntament amb membres de la família reial afganesa en perill per una guerra civil. Els Victoria també van ajudar a ser pioners en les rutes aèries per als avions Handley Page HP.42 d'Imperial Airways.
Els primers avions d'altres càrregues van ser els militars durant la Segona Guerra Mundial, l'Arado Ar 232 alemany va ser el primer. Entre les forces aliades s'utilitzà principalment el C-47 Skytrain que era una versió del Douglas DC-3. Després de la guerra es van desenvolupar els avions de càrrega civils i durant la Guerra Freda hi va haver una Pont Aeri d'avions de càrrega per subministrar Berlín occidental després que la Unió Soviètica bloquegés les fronteres de Berlín.
L'Europa de la postguerra també va tenir un paper important en el desenvolupament de la indústria moderna de càrrega i noli aeri. És durant el Pont aeri de Berlín en l'apogeu de la Guerra Freda, quan Occident va dur a terme una mobilització massiva d'avions per abastir Berlín Occidental amb aliments i subministraments, en un pont aeri virtual les 24 hores del dia, després que la Unió Soviètica tanqués i bloquegés els enllaços terrestres de Berlín cap a l'oest. Per subministrar ràpidament el nombre necessari d'avions, es van posar en servei molts avions més antics, especialment el Douglas C-47 Skytrain. En funcionament, es va descobrir que es trigava tant o més a descarregar des d'aquests dissenys més antics que l'avió de tren d'aterratge de tricicle Douglas C-54 Skymaster molt més gran, que era més fàcil de moure quan aterrava. Els C-47 es van retirar ràpidament del servei i, a partir de llavors, les cobertes planes van ser un requisit per a tots els nous dissenys de càrrega. En els anys següents s'hi introduí la propulsió amb turbohèlices i la configuració del C-130 Hercules va passar a ser la referència del transport de càrrega militar.
Els avions de càrrega "estratègics" es van convertir en una classe important pròpia, començant amb el Lockheed C-5 Galaxy a la dècada de 1960 i diversos dissenys soviètics similars de les dècades de 1970 i 1980, i culminant amb l'Antonov An-225, l'avió més gros del món. Aquests dissenys ofereixen la capacitat de transportar les càrregues més pesades, fins i tot tancs de combat principals, a distàncies globals. El Boeing 747 es va dissenyar originalment amb les mateixes especificacions que el C-5, però després es va modificar com un disseny que podia oferir-se en versions de passatgers o de càrrega. La "protuberància" a la part superior del fuselatge permet que l'àrea de la tripulació estigui lliure dels contenidors de càrrega que llisquen pel front en cas d'accident.

### Actualment
Hi ha conversions a avions de càrrega en avions de passatgers que han quedat antiquats sovint per canvis en la legislació de seguretat o de sorolls. També hi ha avions de càrrega dissenyats expressament per aquest objecte. Del Boeing 747 n'hi ha una versió de càrrega amb una porta de nas més gros. Altres tipus d'avions de càrrega són Canadair CL-44 i CASA CN-235. Alguns van ser dissenyats específicament per a la funció de transport militar com el Transall C-160 o el Lockheed C-130 Hercules.
Quan es va anunciar l'Airbus A380, el fabricant originalment va acceptar comandes de la versió de càrrega A380F, que oferia la segona capacitat de càrrega útil més gran de qualsevol avió de càrrega, només superada per l'An-225. Un consultor aeroespacial ha estimat que l'A380F tindria un 7% més de càrrega útil i millor abast que el 747-8F, però també més costos de viatge.
A partir de maig de 2020, Portuguese Hi Fly va començar a realitzar vols de càrrega amb un A380, transportant subministraments mèdics des de la Xina a diferents parts del món en resposta al brot de Covid-19. Permet gairebé 320 m3 de càrrega entre les tres cobertes. El novembre de 2020, Emirates va començar a oferir un minicarregador A380, que permet transportar 50 tones de càrrega a la part inferior de l'avió.

## Tipus
Gairebé totes les aeronaus comercials de càrrega actualment a la flota són derivats o transformacions d'aeronaus de passatgers. No obstant això, hi ha tres mètodes més per al desenvolupament d'avions de càrrega.

### Derivats d'aeronaus que no són de càrrega

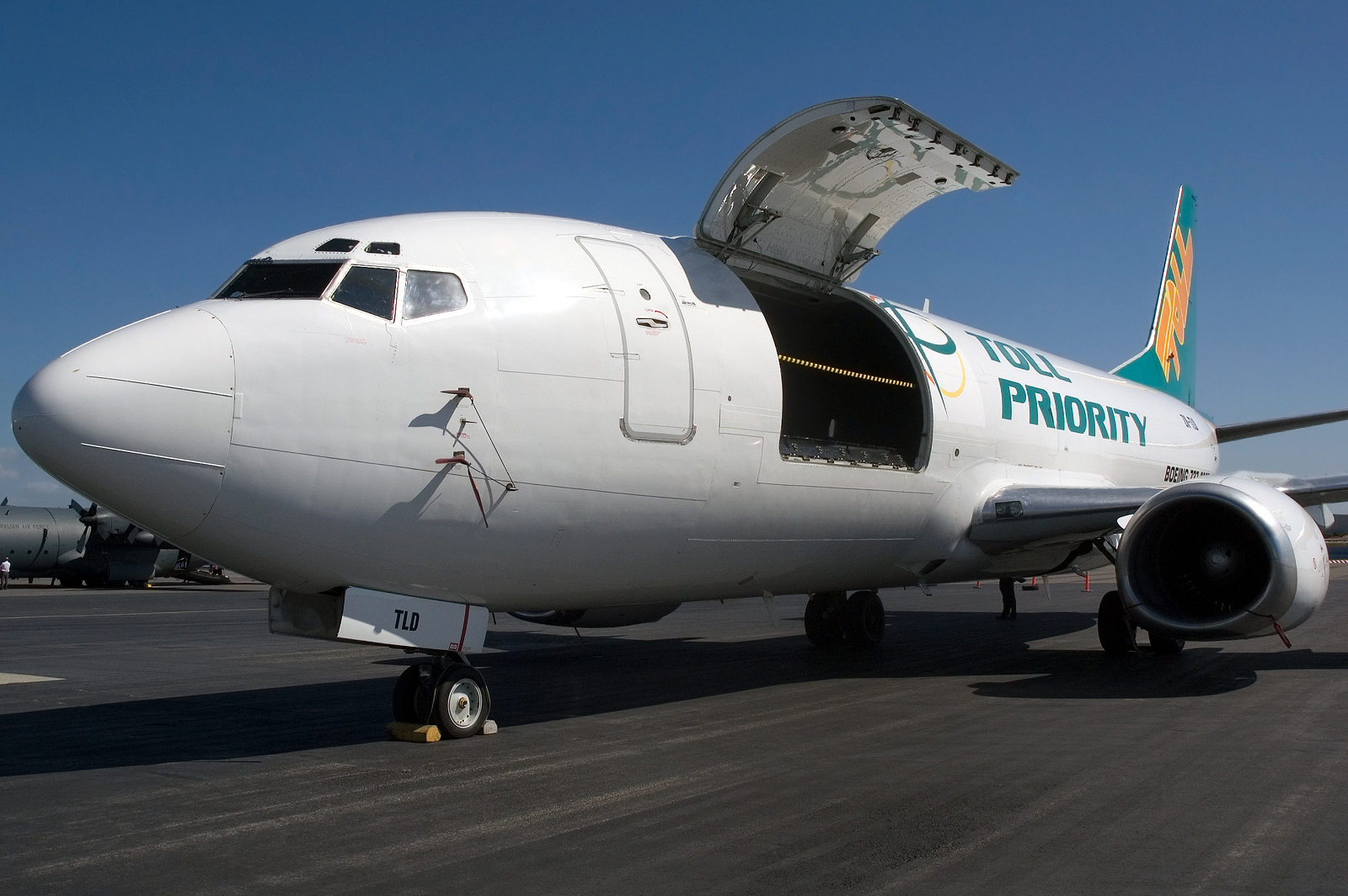
Un Boeing 737-300 com a aeronau de càrrega convertit de Toll Aviation en 2009

Molts models es poden convertir d'avió comercial a aeronau de càrrega instal·lant una porta de càrrega a la coberta principal amb els seus sistemes de control; millorar les bigues (estructures) bigues per a les càrregues de càrrega i reemplaçar l'equip i el mobiliari dels passatgers amb nous revestiments, sostres, il·luminació, pisos, desguassos i detectors de fum.
Els equips d'enginyeria especialitzats rivalitzen amb Airbus i Boeing, donant a l'avió 15-20 anys més de vida.
Aeronautical Engineers Inc. converteix el Boeing 737-300/400/800, MD-80 i Bombardier CRJ200.
Bedek Aviation d'Israel Aerospace Industries converteix els 737-300/400/700/800 en uns 90 dies, els 767-200/300 en uns quatre mesos i els 747-400 en cinc mesos, i està analitzant el Boeing 777, Airbus A330 i A321. Voyageur Aviation Corp ubicada a North Bay, Ontario converteix el DHC-8-100 al DHC-8-100 Package Freighter Conversion.
Una conversió d'A300B4-200F va costar $5 milions el 1996, un A300-600F $8 milions el 2001, un MD-11F $9 milions el 1994, un B767-300ERF $13 milions el 2007, un B747-400 PSF $22 milions el 2006, un A330-300 P2F es va estimar en $20 milions el 2016 i un B777- 200ER BCF a $ 40 milions el 2017.
En evitar la instal·lació de la porta de la coberta principal i confiar en ascensors més lleugers entre les cobertes, LCF Conversions vol convertir A330/A340 o B777 per $6,5M a $7,5M.
A mitjan dècada de 2000, els 747-400 per a passatgers costaven entre 30 i 50 milions de dòlars abans d'una conversió de 25 milions de dòlars, un B757 havia de costar 15 milions de dòlars abans de la conversió, caient a menys de 10 milions de dòlars el 2018, i 5 milions de dòlars per a un 737 Classic, caient a $ 2-3 milions per un B737-400 per a 2018.
Les aeronaus de càrrega derivades tenen la majoria dels seus costos de desenvolupament ja amortitzats, i el temps d'espera abans de la producció és més curt que tots els avions nous. Els avions de càrrega convertits utilitzen tecnologia més antiga; els seus costos operatius directes són més alts del que es podria aconseguir amb la tecnologia actual. Atès que no han estat dissenyats específicament per a càrrega aèria, la càrrega i la descàrrega no està optimitzada; l'aeronau pot estar pressuritzada més del necessari i hi pot haver aparells innecessaris per a la seguretat dels passatgers.

### Avió de càrrega civil dedicat
Una aeronau de càrrega aèria comercial dedicat és un avió que ha estat dissenyat des del principi com una aeronau de càrrega, sense restriccions causades per requisits militars o de passatgers. Al llarg dels anys, hi ha hagut una disputa sobre la rendibilitat d'un avió d'aquest tipus, i alguns transportistes de càrrega afirmen que podrien obtenir guanys de manera constant si tinguessin aquest avió. Per ajudar a resoldre aquest desacord, l'Administració Nacional d'Aeronàutica i de l'Espai (NASA) va seleccionar dos contractistes, Douglas Aircraft Co. i Lockheed-Georgia Co., per avaluar de manera independent la possibilitat de produir una aeronau de càrrega d'aquest tipus per al 1990 - Això es va fer com a part de l'Estudi de Sistemes de Transport Aeri de Càrrega/Logística (CLASS). Amb càrregues útils comparables, es va dir que els avions de càrrega dedicats brinden una reducció del 20% en el cost del viatge i una disminució del 15% en el preu de l'avió en comparació amb altres avions de càrrega. Aquestes troballes, però, són extremadament sensibles als supòsits sobre els costos de combustible i mà d'obra i, més particularment, al creixement de la demanda de serveis de càrrega aèria. A més, ignora la situació competitiva provocada pels costos de capital més baixos dels futurs avions derivats de càrrega aèria.
El principal avantatge de l'aeronau de càrrega aeri dedicat és que es pot dissenyar específicament per a la demanda de càrrega aèria, proporcionant el tipus de càrrega i descàrrega, pis, configuració del fuselatge i pressurització que estan optimitzats per a la seva missió. A més, podeu fer un ús complet dels resultats ACEE de la NASA, amb el potencial de reduir significativament els costos operatius i l'ús de combustible. Una sobrecàrrega tan alta eleva el preu de l'avió i el cost operatiu directe (a causa de la depreciació i els costos d'assegurança) i augmenta els riscos financers per als inversors, especialment perquè estaria competint amb derivats que tenen costos de desenvolupament per unitat molt menors i que en si mateixos han incorporat part de la tecnologia de reducció de costos.

### Avió de càrrega conjunt civil-militar
Un benefici d'un desenvolupament combinat és que els costos de desenvolupament serien compartits pels sectors civil i militar, i la quantitat d'avions requerits per les forces armades podria disminuir per la quantitat d'avions civils de reserva comprats per les companyies aèries i disponibles per a les forces armades en cas d'emergència.
Hi ha alguns possibles inconvenients, com les restriccions executades pel desenvolupament conjunt, les limitacions que patirien tant els avions civils com a militars, i la dificultat de trobar una estructura organitzativa que autoritzi el seu compromís. Algunes característiques apropiades per a un avió militar haurien de ser rebutjades, perquè no són adequades per a una aeronau de càrrega civil. A més, cada avió hauria de suportar un pes que no suportaria si es dissenyés de manera independent. Aquest pes addicional redueix la càrrega útil i la rendibilitat de la versió comercial. Això es podria compensar mitjançant un pagament de transferència en el moment de l'adquisició o un pagament de compensació per penalització operativa. El que és més important, no és clar si hi haurà un mercat adequat per a la versió civil o si el seu cost serà competitiu amb els derivats dels avions de passatgers.

### Avió de càrrega sense pilot

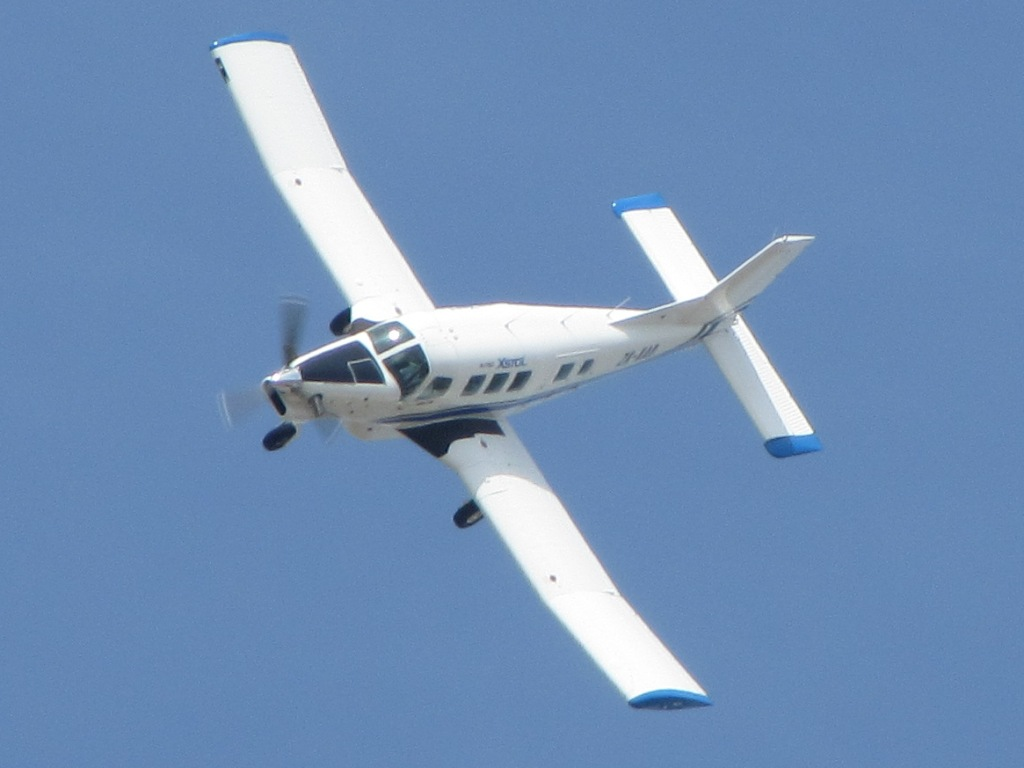
L'Acadèmia de Ciències de la Xina volant un PAC P-750 XSTOL sense pilot a 2012

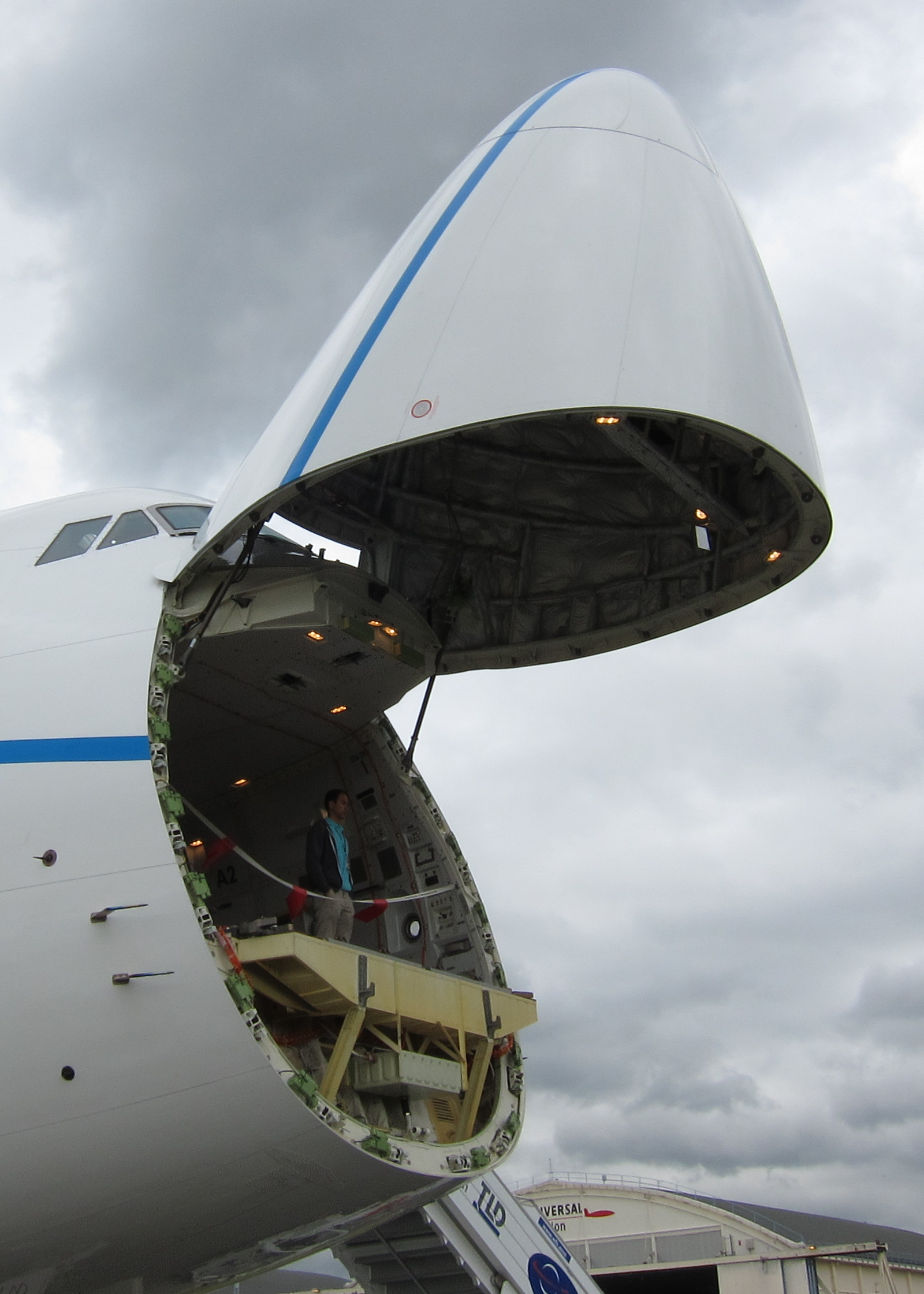
El morro de la porta de càrrega oberta d'un Boeing 747 al Paris Air Show el 2011

La demanda de lliurament ràpid i el creixement del comerç electrònic estimulen el desenvolupament d'UAV d'aeronaus de càrrega per al 2020:
- L'Elroy Air californià vol reemplaçar camions en rutes ineficients i hauria de volar un prototip de subescala;
- El Natilus californià planeja una aeronau de càrrega sense pilot transpacífic de la mida d'un Boeing 747 i hauria de volar un prototip subescala;
- El Sabrewing Aircraft californià apunta a una petita aeronau de càrrega regional sense pilot i hauria de volar un vehicle a escala del 65% a la tardor de 2018;
- L'Acadèmia Xinesa de Ciències va volar la seva càrrega AT200 d'1,5 tones l'octubre de 2017 basat en el turbohèlix utilitari PAC P-750 XSTOL de Nova Zelanda
- El transportista de paquets xinès SF Express va realitzar proves logístiques d'emergència el desembre de 2017 amb un UAV d'altitud mitjana TB001 de Tengoen Technologies, i planeja un transport de vuit turboventiladors de 20 t a més de 7600 km
- Boeing va volar el seu prototip Boeing Cargo Air Vehicle, una aeronau d'enlairament i aterratge vertical (eVTOL).

La startup Dorsal Aircraft de Carpinteria, Califòrnia vol fer que el contenidor ISO estàndard lleuger sigui part de la seva estructura d'aeronau de càrrega sense pilot on l'ala, els motors i la cua estan units a un fuselatge dorsal columna vertebral.
La interconnexió de contenidors d'alumini d'1,5-15,2 metres de llarg transporta les càrregues de vol, amb l'objectiu de reduir els costos de noli aeri a l'estranger en un 60%, i planeja convertir C-130H amb l'ajuda de Wagner Aeronautical de San Diego, amb experiència en conversions de passatgers a càrrega.
Beihang UAS Technology, amb seu a Beijing, va desenvolupar la seva UAV de gran altitud i llarg abast BKZ-005 per al transport de càrrega, capaç de transportar 1,2 t sobre els 1.200 km a 5.000 m.
Garuda Indonesia en provarà tres inicialment a partir del setembre del 2019, abans de les operacions en el quart trimestre.
Garuda planeja fins a 100 vehicles aeris no tripulats de càrrega per connectar regions remotes amb aeroports limitats a Maluku, Papua i Cèlebes.